# Benedictus Svenonis Camoenius
Benedictus Svenonis Camoenius, född 5 maj 1635, död 5 september 1704 i Karlstad, var en svensk superintendent. Han var son till superintendenten Sveno Benedicti Elfdalius och en av stamfäderna till släkten Caméen.

## Biografi
Efter studier i Uppsala och i Tyskland biträdde Camoenius sin far i Karlstad. År 1663 blev han kyrkoherde i Köla, 1682 prost över Jösse härad och 1693 superintendent över Karlstads stift. 
Camoenius var främst verksam inom Värmland. Han var far till biskop Sven Caméen.